# جاك ماكنزي
تشالمرز جاك ماكنزي (بالإنجليزية: Jack Mackenzie) ‏ (10 يوليو 1888 - 26 فبراير 1984) هو مهندس مدني كندي ورئيس المجلس الوطني للبحوث في كندا National Research Council of Canada وأول رئيس لشركة الطاقة الذرية الكندية المحدودة ولجنة السلامة النووية الكندية وله دور فعال في تطوير تعليم العلوم والهندسة في كندا.

## الجوائز
حاز على وسام كلفن الذهبي سنة 1953.